# Raitenbuch (Berching)
Raitenbuch ist ein Gemeindeteil der Stadt Berching im Landkreis Neumarkt in der Oberpfalz in Bayern.

## Lage
Der Kirchdorf Raitenbuch liegt auf der Hochfläche der südlichen Frankenalb im Naturpark Altmühltal südöstlich des Gemeindesitzes Berching und westlich des Tales der Weißen Laber. Verbindungsstraßen gibt es zu den Nachbarorten Oening, Oberndorf und Kevenhüll.

## Geschichte
Raitenbuch (= Dorf am Eald des Sippenhäuptlings Raido) kommt auch in den Schreibweisen Rayttenpuch, Reytenbuch und ähnlich vor. Eine Altersangabe ist wegen des gleichnamigen Ortes bei Titting schwierig. Jedenfalls ist der 1129 bei der Stiftung des nahen Benediktinerklosters Plankstetten genannte Konrad von Raitenbuch vom Raitenbuch bei Kevenhüll, womit dies die Ersterwähnung wäre. In Plankstetter Urkunden tritt 1144 und 1146 als weiterer Ortsadeliger Gozwin von Raitenbuch in Erscheinung.
Im Zuge der Hirschberger Erbschaft nach dem Aussterben der Grafen von Hirschberg mit Gebhard VII. wurde der Ort 1305 im Gaimersheimer Spruch der Landeshoheit des Eichstätter Bischofs zugesprochen; 1306 erhielt er der Bischof in der Auseinandersetzung mit den Reichslandvögten Nürnbergs auch das Dorfgericht. Grundbesitzer des mittelalterlichen Raitenbuchs waren die Wildensteiner, die um 1380 unter anderem im Dorf den Meierhof besaßen, Wolfsteiner zu Sulzbürg, die Absberger zu Rumburg, die Schmoll von Berching, die mindestens zwei Höfe besaßen, das Kloster Plankstetten, das unter anderem das Pfarrwidum besaß (so 1463), und das Spital in Berching, das mit drei Höfen begütert war. Daneben gab es viel bäuerlichen Eigenbesitz. 1447 verzeichnet das Hirschberger Salbuch die Steuerpflicht von 14 Raitenbucher Anwesen. Vor 1486 hatte auch das Kloster Rebdorf Güter im Dorf, die zu diesem Zeitpunkt durch Tausch an den Bischof übergingen. 1489 verkaufte Margarete Schmoll zwei Höfe, den Hattenhof und den Wallershof, an das Kloster Plankstetten. 1546 ging der Dorfbesitz der Absberger auf den Bischof über. 1644 wird der Wildensteiner Besitz nicht mehr erwähnt und ist wahrscheinlich ebenfalls in bischöflichen Besitz gekommen. Ein Teil des Wolfsteiner Besitzes kam nach 1463 durch Verkauf an das Kloster Plankstetten; ein Wolfsteiner Anwesen ist noch 1741 als solches erwähnt. Das Pfarrwidum gültete 1644 zum Teil an die Pfarrei Dietfurt, zum Teil an die Pfarrei Ottmaring. Im gleichen Jahr wird ein Hof als „neumarktisch“ bezeichnet, gültete also einer Neumarkter Wohltätigkeitsstiftung. In nachmittelalterlicher Zeit verteilte sich der grundrechtliche Besitz mit 12 Untertanen auf das Hochstift Eichstätt, mit sieben Untertanen auf das Kloster Plankstetten, mit zwei beziehungsweise drei Untertanen auf Berching und mit je einem auf Neumarkt und Sulzbürg; dazu existierte nicht unerheblicher bäuerlicher Eigenbesitz. Bezüglich der Ehehaft gehörte das Dorf zu Kevenhüll.
Bei der Säkularisation kam das untere Hochstift, zu dem das Oberamt Beilngries-Hirschberg und damit auch Raitenbuch gehörte, 1802 an Großherzog Erzherzog Ferdinand III. von Toskana und 1806 an das Königreich Bayern und dort in das Landgericht Beilngries. 1809 bildete Raitenbuch zusammen mit Oening den Steuerdistrikt Oening, der 1811 zur Ruralgemeinde wurde. Mit dem Gemeindeedikt von 1818 wurden beide Orte wieder selbstständige Gemeinden im Amtsgericht bzw. späteren oberpfälzischen Landkreis Beilngries. Dabei blieb es bis zur bayerischen Gebietsreform, bei der sich Raitenbuch am 1. Januar 1972 der Gemeinde Berching im Landkreis Neumarkt i. d. Opf. anschloss.
Bis 1925 gab es im Ort einen Dorfweiher als Viehtränke. 1951 bis 1954 wurde eine Flurbereinigung durchgeführt.

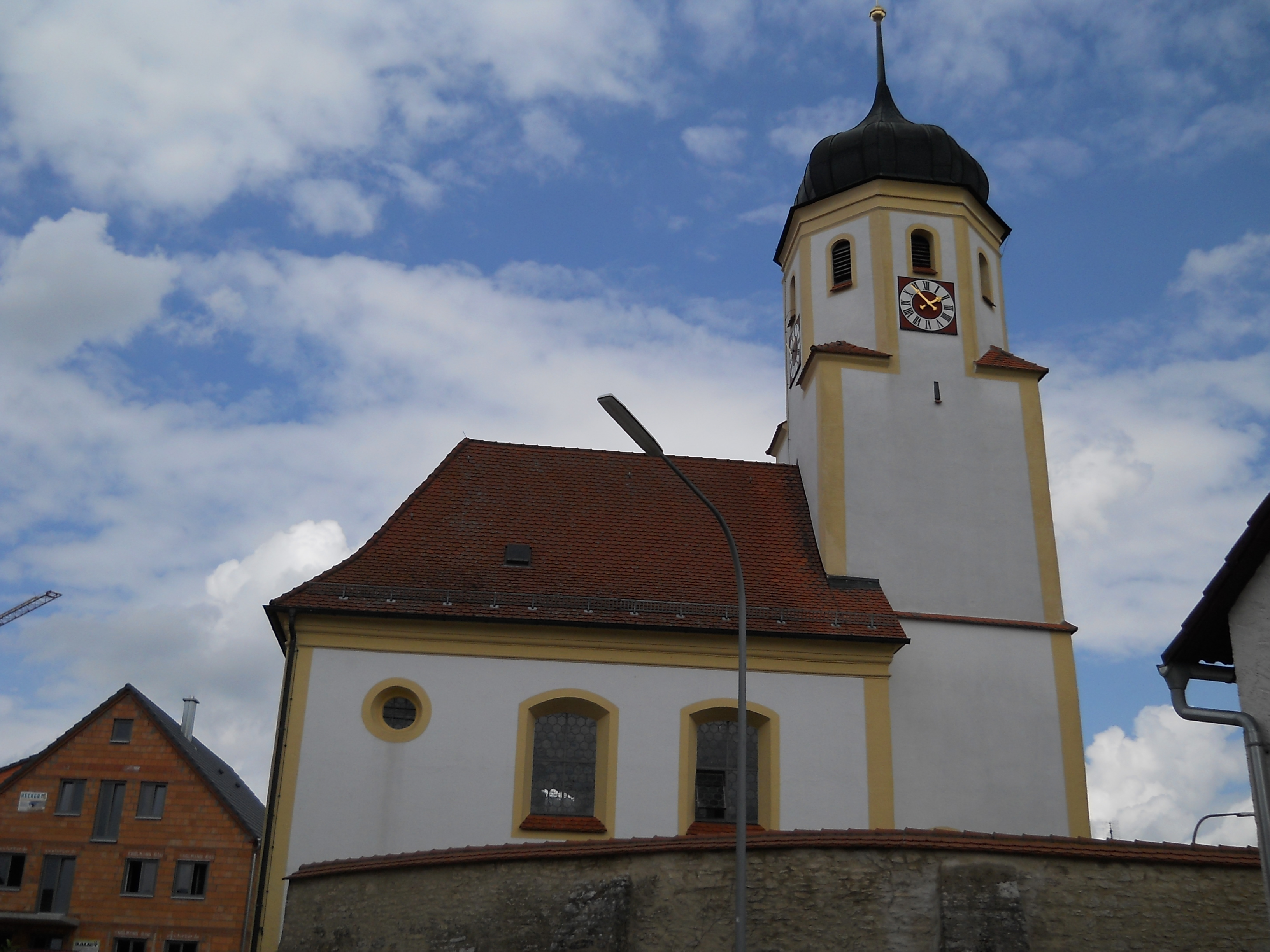
Die Raitenbucher Kirche St. Nikolaus

## Katholische Filialkirche St. Nikolaus
Die Kirche wurde von den Vestenbergern aus Oening gestiftet und 1304 durch Bischof Konrad dem Kloster Plankstetten inkorporiert. Als 1751 auch die Pfarrei Oening an das Kloster kam, wurde Raitenbuch Oening als Filialort zugeteilt. – Die frühgotische Anlage (der Turm stammt in einigen Teilen noch aus dieser Zeit, wurde aber 1515 neu errichtet) erhielt 1725 ein neues Langhaus, das barock stuckiert und mit drei Altären ausgestattet wurde; die Einweihung erfolgte 1729. Eine Figur des Kirchenpatrons an der rechten Chorwand ist gotisch um 1400. 1896 brachte der Kirchenmaler Karl Ambos von Berching an der Decke des Kirchenschiffes ein Marienfresko und zwölf Apostelbilder an. Eine Besonderheit ist das vollständig erhaltene, spätgotische, aus Kalkstein gearbeitete Sakramentshäuschen an der linken Seitenwand des Chorraumes (um 1500) mit handgeschmiedetem Gitter, mit den Steinfiguren einer Mondsichelmadonna und des hl. Ägidius mit Hirschkalb und in der Bekrönung das Erlöserhaupt auf dem Schweißtuch der Veronika zeigend.

## Vereine
- Freiwillige Feuerwehr Raitenbuch (gegründet 1901)
- Obst- und Gartenbauverein
- Frauenkreis Oening/Raitenbuch
- Katholische Landjugendbewegung
- Burschenverein

## Persönlichkeiten
- Abt Thomas Maria Freihart OSB, Kloster Weltenburg, wurde hier 1960 geboren.[3]